# Episodi de L'amore e la vita - Call the Midwife (settima stagione)
La settima stagione della serie televisiva L'amore e la vita - Call the Midwife è stata trasmessa dal 21 gennaio all'11 marzo 2018, preceduta il 25 dicembre 2017 dallo Speciale Natalizio.
In Italia la stagione è andata in onda sul canale satellitare Sky Serie dal 26 agosto al 16 settembre 2023, preceduta il 19 agosto dello stesso anno dallo Speciale Natalizio.
| nº | Titolo                  | Prima TV UK      | Prima TV Italia   |
| -- | ----------------------- | ---------------- | ----------------- |
| CS | Speciale Natalizio 2017 | 25 dicembre 2017 | 19 agosto 2023    |
| 1  | Episodio 1              | 21 gennaio 2018  | 26 agosto 2023    |
| 2  | Episodio 2              | 28 gennaio 2018  | 26 agosto 2023    |
| 3  | Episodio 3              | 4 febbraio 2018  | 2 settembre 2023  |
| 4  | Episodio 4              | 11 febbraio 2018 | 2 settembre 2023  |
| 5  | Episodio 5              | 18 febbraio 2018 | 9 settembre 2023  |
| 6  | Episodio 6              | 25 febbraio 2018 | 9 settembre 2023  |
| 7  | Episodio 7              | 4 marzo 2018     | 16 settembre 2023 |
| 8  | Episodio 8              | 11 marzo 2018    | 16 settembre 2023 |